# Deano Clavet
Pour les articles homonymes, voir Clavet.
Deano Clavet est un boxeur et acteur québécois né le 12 février 1961 à Montréal (Québec).
Il s'est, entre autres, entrainé au gymnase de Georges Drouin, situé sur Le Plateau-Mont-Royal, en compagnie de son ami et partenaire d'entrainement, Mario Cusson. Parallèlement, il travaille pour Via Rail, à la Gare centrale de Montréal.
En 2023, il participe à la première saison de l’émission Sortez-moi d’ici! diffusée sur TVA. Il est le premier campeur évincé de la saison.

## Palmarès en boxe anglaise
- 20 combats entre 1982 et 1990 dans la catégorie poids moyens
- 15 victoires dont 7 par KO, 5 défaites
- Battu 3 fois pour le titre de champion du Canada

## Filmographie

### Cinéma
- 1991 : Black Robe : Mercier
- 1992 : Requiem pour un beau sans-cœur : le prisonnier
- 1992 : Coyote : l'employé du Hulabaloo
- 1992 : La Postière : le chasseur
- 1996 : L'Oreille de Joé
- 1996 : Angélo, Frédo et Roméo : le mari américain
- 1996 : L'Homme idéal : Conducteur Camaro
- 1997 : Le Rêve de Jimmy (The Kid) : Santino
- 1997 : L'Appel de la forêt (téléfilm) de Peter Svatek : The Baggage Man
- 1998 : Snake Eyes : Arena Security
- 1999 : Press Run : Bell
- 2000 : Mon voisin le tueur (The Whole Nine Yards) : Polish Pug
- 2000 : Hochelaga : Tatou
- 2002 : Histoire de Pen : Piston
- 2003 : La Couleur du mensonge (The Human Stain) : le coach de boxe
- 2004 : Monica la mitraille : Babouche
- 2008 : L'Instinct de mort : Roger André
- 2008 : Les plus beaux yeux du monde : Coach
- 2011 : Coteau rouge d'André Forcier : cuisinier

### Série télévisée
- 1992 : Scoop : Jimmy Fontaine
- 1993 : Vendetta II: The New Mafia : le jeune boxeur
- 1994 : Les Grands Procès : le garagiste
- 1996 : Omerta, la loi du silence : Angelo Bogliozzi
- 1996 : Innocence
- 1998 : Thunder Point : Junior
- 1998 : La Petite Vie : l'homme à la tondeuse
- 1999 : Omertà, le dernier des hommes d'honneur : Angelo Bogliozzi
- 1999 : Dans une galaxie près de chez vous : Capitaine Bibeau
- 2003 : Les Liaisons dangereuses : le physionomiste du club de jeux
- 2004 : Il Duce canadese : le garde du corps de Perri